# Henrique Adriano Buss
Henrique Adriano Buss, noto semplicemente come Henrique (Marechal Cândido Rondon, 14 ottobre 1986), è un ex calciatore brasiliano, di ruolo difensore.

## Carriera

### Club

#### Gli esordi al Coritiba e il Palmeiras
Cresciuto nelle giovanili nel Coritiba, debutta in prima squadra nel 2006. Nel 2007 vince il campionato di Série B brasiliana, ottenendo la promozione in Serie A. Colleziona 58 presenze e 6 reti e viene ingaggiato dal Palmeiras, con cui vince il Campionato Paulista 2008 e gioca le prime gare della Série A 2008.

#### Barcellona e i prestiti a Bayer Leverkusen e Racing Santander
Il 22 luglio 2008 viene ingaggiato dagli spagnoli del Barcellona per 8 milioni di euro (più 2 milioni di bonus), sottoscrivendo un contratto quinquennale, e il giorno seguente viene ceduto in prestito annuale ai tedeschi del Bayer Leverkusen, collezionando 27 presenze in Bundesliga e 4 in Coppa di Germania raggiungendo e perdendo 1-0 la finale contro il Werder Brema. Conclusosi il prestito, il 31 agosto 2009 si trasferisce con la medesima formula al Racing Santander. Fa il suo esordio nella Liga il 12 settembre 2009 contro l'Atlético Madrid e realizza il primo gol contro l'Espanyol il 6 dicembre 2009. L'anno seguente il prestito viene ulteriormente rinnovato. Disputa complessivamente 63 partite con il Racing, impreziosite da 4 reti.

#### Il ritorno al Palmeiras
Il 15 luglio 2011 torna in prestito al Palmeiras, con cui l'anno seguente firma un contratto fino al 2017 dopo aver risolto consensualmente il contratto con i catalani con una stagione d'anticipo. Vince la Coppa del Brasile 2012, ma contestualmente il Palmeiras retrocede in seconda serie. Nel 2013 vince il torneo di seconda divisione, tornando immediatamente in Série A.

#### Napoli
Il 30 gennaio 2014 viene acquistato a titolo definitivo dal Napoli, firmando un contratto fino al 30 giugno 2017. Esordisce il 12 febbraio seguente nel ritorno della semifinale di Coppa Italia vinta per 3-0 contro la Roma, subentrando a Jorginho all'83'. Quattro giorni dopo fa il suo esordio anche in Serie A subentrando a Marek Hamšík all'80' della gara esterna contro il Sassuolo, terminata 2-0 a favore dei partenopei. Segna il primo gol in maglia azzurra e in Serie A il 26 marzo nella vittoria esterna contro il Catania (4-2), nella quale realizza la rete del momentaneo 3-0 per il Napoli. Il 3 maggio successivo vince il primo trofeo con il club partenopeo, la Coppa Italia, disputando da titolare la vittoriosa finale di Roma contro la Fiorentina.
Il 19 febbraio 2015 nell'incontro valido per i sedicesimi di Europa league contro il Trabzonspor mette a segno la sua prima rete europea quella del momentaneo 0-1 partita che poi finirà 0-4. Nella seconda annata in maglia azzurra mette insieme 21 presenze e una rete tra campionato e coppe.
Nella stagione seguente, fuori dai piani tecnici del nuovo tecnico Maurizio Sarri, non colleziona alcuna presenza in prima squadra.

#### Fluminense
L'11 gennaio 2016 passa a titolo definitivo ai connazionali del Fluminense, con cui firma un contratto fino al 31 dicembre 2018.

#### Ittihad Kalba e Belenenses
Il 16 agosto 2019 passa a titolo definitivo al Ittihad Kalba, dove trova come allenatore Fabio Viviani, ex vice di Giuseppe Iachini e Francesco Guidolin.
Il 10 settembre 2020, firmerà per il Belenenses, nella Primeira Liga portoghese. Durante la sua permanenza, totalizzerà 25 presenze per il club.

#### Ritorno al Coritiba
Il 20 maggio 2021, tornerà a parametro zero al Coritiba, il club della sua infanzia e dove è cresciuto calcisticamente, dopo 14 anni. Il 29 novembre 2023, dopo la matematica retrocessione del club brasiliano, la società biancoverde decide di risolvere anticipatamente il contratto.

### Nazionale
Il 21 marzo 2008 viene convocato per la prima volta in Nazionale dal C.T. Dunga in sostituzione dell'infortunato Juan. Debutta il 7 giugno successivo nell'amichevole contro il Venezuela. Il 10 agosto 2010 colleziona la seconda presenza in un'amichevole contro gli Stati Uniti.
Torna in Nazionale nel 2013, convocato da Felipe Scolari, già suo tecnico al Palmeiras, per l'amichevole del 25 aprile contro il Cile. Nell'anno solare gioca altre due amichevoli contro Portogallo e Zambia.
Il 7 maggio 2014 viene inserito nella lista dei 23 convocati per il Mondiale 2014, in programma proprio in Brasile. Esordisce nella competizione il 4 luglio seguente nel corso del quarto di finale contro la Colombia. Subentra al posto di Neymar all'87' nel match che verrà poi vinto dai verdeoro per 2-1.

## Statistiche

### Presenze e reti nei club
Statistiche aggiornate al 25 aprile 2016.
| Stagione                | Squadra                 | Campionato              | Campionato | Campionato | Coppe nazionali | Coppe nazionali | Coppe nazionali | Coppe continentali | Coppe continentali | Coppe continentali | Altre coppe | Altre coppe | Altre coppe | Totale | Totale |
| Stagione                | Squadra                 | Comp                    | Pres       | Reti       | Comp            | Pres            | Reti            | Comp               | Pres               | Reti               | Comp        | Pres        | Reti        | Pres   | Reti   |
| ----------------------- | ----------------------- | ----------------------- | ---------- | ---------- | --------------- | --------------- | --------------- | ------------------ | ------------------ | ------------------ | ----------- | ----------- | ----------- | ------ | ------ |
| 2006                    | Coritiba                | A1/PR+B                 | ?+28       | ?+3        | CB              | ?               | ?               | -                  | -                  | -                  | -           | -           | -           | 28+    | 3+     |
| 2007                    | Coritiba                | A1/PR+B                 | ?+30       | ?+3        | CB              | ?               | ?               | -                  | -                  | -                  | -           | -           | -           | 30+    | 3+     |
| Totale Coritiba         | Totale Coritiba         | Totale Coritiba         | 58         | 6          |                 | ?               | ?               |                    |                    |                    |             |             |             | 58+    | 6+     |
| gen.-lug. 2008          | Palmeiras               | A1/SP+A                 | ?+5        | ?+1        | CB              | ?               | ?               | -                  | -                  | -                  | -           | -           | -           | 5+     | 1+     |
| 2008-2009               | Bayer Leverkusen        | BL                      | 27         | 0          | CG              | 4               | 0               | -                  | -                  | -                  | -           | -           | -           | 31     | 0      |
| 2009-2010               | Racing Santander        | PD                      | 22         | 1          | CR              | 4               | 1               | -                  | -                  | -                  | -           | -           | -           | 26     | 2      |
| 2010-2011               | Racing Santander        | PD                      | 35         | 2          | CR              | 2               | 0               | -                  | -                  | -                  | -           | -           | -           | 37     | 2      |
| Totale Racing Santander | Totale Racing Santander | Totale Racing Santander | 57         | 3          |                 | 6               | 1               |                    |                    |                    |             |             |             | 63     | 4      |
| lug.-dic. 2011          | Palmeiras               | A                       | 21         | 3          | CB              | -               | -               | CS                 | 2                  | 0                  | -           | -           | -           | 23     | 3      |
| 2012                    | Palmeiras               | A1/SP+A                 | 17+28      | 2+1        | CB              | 9               | 2               | CS                 | 3                  | 0                  | -           | -           | -           | 57     | 5      |
| 2013                    | Palmeiras               | A1/SP+B                 | 15+28      | 3+1        | CB              | 2               | 0               | CL                 | 6                  | 1                  | -           | -           | -           | 51     | 5      |
| gen. 2014               | Palmeiras               | A1/SP+A                 | 3+0        | 0          | CB              | -               | -               | -                  | -                  | -                  | -           | -           | -           | 3      | 0      |
| Totale Palmeiras        | Totale Palmeiras        | Totale Palmeiras        | 35+82+     | 5+6+       |                 | 11+             | 2+              |                    | 11                 | 1                  |             |             |             | 139+   | 14+    |
| gen.-giu. 2014          | Napoli                  | A                       | 11         | 1          | CI              | 2               | 0               | UEL                | 4                  | 0                  | -           | -           | -           | 17     | 1      |
| 2014-2015               | Napoli                  | A                       | 11         | 0          | CI              | 1               | 0               | UCL+UEL            | 0+9                | 1                  | SI          | 0           | 0           | 21     | 1      |
| 2015-gen. 2016          | Napoli                  | A                       | 0          | 0          | CI              | 0               | 0               | UEL                | 0                  | 0                  | -           | -           | -           | 0      | 0      |
| Totale Napoli           | Totale Napoli           | Totale Napoli           | 22         | 1          |                 | 3               | 0               |                    | 13                 | 1                  |             |             |             | 38     | 2      |
| 2016                    | Fluminense              | A/RJ+A+PL               | 1+37+2     | 0+0+0      | CB              | 0               | 0               | -                  | -                  | -                  | -           | -           | -           | 40     | 0      |
| 2017                    | Fluminense              | A/RJ+A+PL               | 13+28+3    | 0+1+1      | CB              | 4               | 1               | CS                 | 4                  | 0                  | -           | -           | -           | 52     | 3      |
| Totale Fluminense       | Totale Fluminense       | Totale Fluminense       | 14+65+5    | 0+1+1      |                 | 4               | 1               |                    | 4                  | 0                  |             | -           | -           | 92     | 3      |
| 2018                    | Corinthians             | A1/SP+A                 | 12+34      | 1+2        | CB              | 8               | 0               | CL                 | 8                  | 0                  | -           | -           | -           | 62     | 3      |
| 2019                    | Corinthians             | A1/SP+A                 | 14+5       | 1+0        | CB              | 6               | 1               | CS                 | 5                  | 0                  | -           | -           | -           | 30     | 2      |
| Totale Corinthians      | Totale Corinthians      | Totale Corinthians      | 26+39      | 2+2        |                 | 14              | 1               |                    | 13                 | 0                  |             | -           | -           | 92     | 5      |
| 2019-2020               | Ittihad Kalba           | UAEL                    | 11         | 1          | CdL             | 6               | 0               | -                  | -                  | -                  | -           | -           | -           | 17     | 1      |
| 2020-2021               | Belenenses              | PL                      | 25         | 0          | CP+CdL          | 1+0             | 0+0             | -                  | -                  | -                  | -           | -           | -           | 26     | 0      |
| 2021                    | Coritiba                | B                       | 32         | 1          | CB              | 0               | 0               | -                  | -                  | -                  | -           | -           | -           | 32     | 1      |
| 2022                    | Coritiba                | A1/PR+A                 | 10+5       | 2+0        | CB              | 2               | 0               | -                  | -                  | -                  | -           | -           | -           | 17     | 2      |
| Totale Coritiba         | Totale Coritiba         | Totale Coritiba         | 10+95+     | 2+7+       |                 | 2+              | 0+              |                    |                    |                    |             |             |             | 107+   | 9+     |
| Totale carriera         | Totale carriera         | Totale carriera         | 513+       | 32+        |                 | 52+             | 5+              |                    | 41                 | 2                  |             |             |             | 606+   | 39+    |

### Cronologia presenze e reti in Nazionale
| Cronologia completa delle presenze e delle reti in nazionale ― Brasile | Cronologia completa delle presenze e delle reti in nazionale ― Brasile | Cronologia completa delle presenze e delle reti in nazionale ― Brasile | Cronologia completa delle presenze e delle reti in nazionale ― Brasile | Cronologia completa delle presenze e delle reti in nazionale ― Brasile | Cronologia completa delle presenze e delle reti in nazionale ― Brasile | Cronologia completa delle presenze e delle reti in nazionale ― Brasile | Cronologia completa delle presenze e delle reti in nazionale ― Brasile |
| Data                                                                   | Città                                                                  | In casa                                                                | Risultato                                                              | Ospiti                                                                 | Competizione                                                           | Reti                                                                   | Note                                                                   |
| ---------------------------------------------------------------------- | ---------------------------------------------------------------------- | ---------------------------------------------------------------------- | ---------------------------------------------------------------------- | ---------------------------------------------------------------------- | ---------------------------------------------------------------------- | ---------------------------------------------------------------------- | ---------------------------------------------------------------------- |
| 7-6-2008                                                               | Foxborough                                                             | Brasile                                                                | 0 – 2                                                                  | Venezuela                                                              | Amichevole                                                             | -                                                                      |                                                                        |
| 10-8-2010                                                              | East Rutherford                                                        | Stati Uniti                                                            | 0 – 2                                                                  | Brasile                                                                | Amichevole                                                             | -                                                                      | 89’                                                                    |
| 24-4-2013                                                              | Belo Horizonte                                                         | Brasile                                                                | 2 – 2                                                                  | Cile                                                                   | Amichevole                                                             | -                                                                      | 46’                                                                    |
| 10-9-2013                                                              | Foxborough                                                             | Brasile                                                                | 3 – 1                                                                  | Portogallo                                                             | Amichevole                                                             | -                                                                      | 83’                                                                    |
| 15-10-2013                                                             | Pechino                                                                | Brasile                                                                | 2 – 0                                                                  | Zambia                                                                 | Amichevole                                                             | -                                                                      | 70’                                                                    |
| 3-6-2014                                                               | Goiânia                                                                | Brasile                                                                | 4 – 0                                                                  | Panama                                                                 | Amichevole                                                             | -                                                                      | 70’                                                                    |
| 4-7-2014                                                               | Fortaleza                                                              | Brasile                                                                | 2 – 1                                                                  | Colombia                                                               | Mondiali 2014 - Quarti di finale                                       | -                                                                      | 88’                                                                    |
| Totale                                                                 |                                                                        | Presenze                                                               | 7                                                                      |                                                                        | Reti                                                                   | 0                                                                      |                                                                        |

## Palmarès

### Club

#### Competizioni statali
- Campionato paulista: 1

Palmeiras: 2008

#### Competizioni nazionali
- Campeonato Brasileiro Série B: 2

Coritiba: 2007
Palmeiras: 2013
- Coppa del Brasile: 1

Palmeiras: 2012
- Coppa Italia: 1

Napoli: 2013-2014
- Supercoppa italiana: 1

Napoli: 2014